# Hauts-Plateaux (Nouveau-Brunswick)
Pour les articles homonymes, voir Hauts-Plateaux.
 (janvier 2023).
Si vous disposez d'ouvrages ou d'articles de référence ou si vous connaissez des sites web de qualité traitant du thème abordé ici, merci de compléter l'article en donnant les références utiles à sa vérifiabilité et en les liant à la section « Notes et références ».
Les Hauts-Plateaux sont situés au sud-ouest du comté de Restigouche, dans la province canadienne du Nouveau-Brunswick.

## Géographie
Les Hauts-Plateaux sont limitrophes du Madawaska au sud-ouest, du Ristigouche au nord-est et par la forêt sur les autres côtés. Ils sont parfois inclus dans l'Acadie des terres et des forêts avec le Madawaska. Le comté de Restigouche est souvent aussi considéré comme une région à part entière, limitrophe de la région Chaleur à l'est et du Madawaska à l'ouest. Par contre, le nom Hauts-Plateaux est d'usage courant, par exemple dans le nom de certains organismes.